# Alpe Colina
L'alpe Colina è un alpeggio situato nel comune di Postalesio e adiacente al comune di Castione Andevenno in provincia di Sondrio. L'alpe Colina si trova ad un'altitudine di 1903 metri sulle Alpi Retiche, in una conca delimitata a nord-ovest dal monte Caldenno (2669 m) e a nord-est dal Sasso Bianco. L'alpeggio è situato a pochi passi dall'omonimo lago.
Arrivando a Colina da Triangia (800 m) tramite la strada in buona parte asfaltata, si può notare, in particolare tra Prato secondo e Morscenzo, la presenza di un ampio terrazzo panoramico su buona parte delle Alpi Retiche, Orobie fino alle Alpi Lepontine. È interessante ricordare oltre alla consueta fauna alpina la presenza di un raro insetto tingide nella zona.